# Залесиха
Залесиха — посёлок в Заринском районе Алтайского края России. Входит в состав Яновского сельсовета.

## География
Расположена в северо-восточной части края, на реке Залесиха и её притоке — речке Трясучья.
Климат
континентальный. Средняя температура января −17,7 °C, июля +19,2 °C. Годовое количество атмосферных осадков — 450 мм.

## История
Посёлок входит в муниципальное образование «Яновский сельсовет» согласно муниципальной и административно-территориальной реформе 2007 года.

## Население
| 1997 | 1998 | 1999 | 2000 | 2001 | 2002 | 2003 | 2004 | 2005 |
| ---- | ---- | ---- | ---- | ---- | ---- | ---- | ---- | ---- |
| 12   | →12  | →12  | ↘11  | ↘8   | ↗9   | ↘6   | ↗7   | ↗12  |
| 2006 | 2007 | 2008 | 2009 | 2010 | 2011 | 2012 | 2013 |      |
| ↗14  | ↗17  | →17  | →17  | ↗29  | →29  | ↘23  | ↗24  |      |

национальный состав
Согласно результатам переписи 2002 года, в национальной структуре населения русские составляли 87 % от 8 жителей.

## Инфраструктура
Экономика
Основное направление — сельское хозяйство.

## Транспорт
Посёлок доступен по дороге общего пользования  межмуниципального значения «Авдеевская База - Хмелёвка - Клабуковка» (идентификационный номер 01 ОП МЗ 01Н-1306).